# 無人島

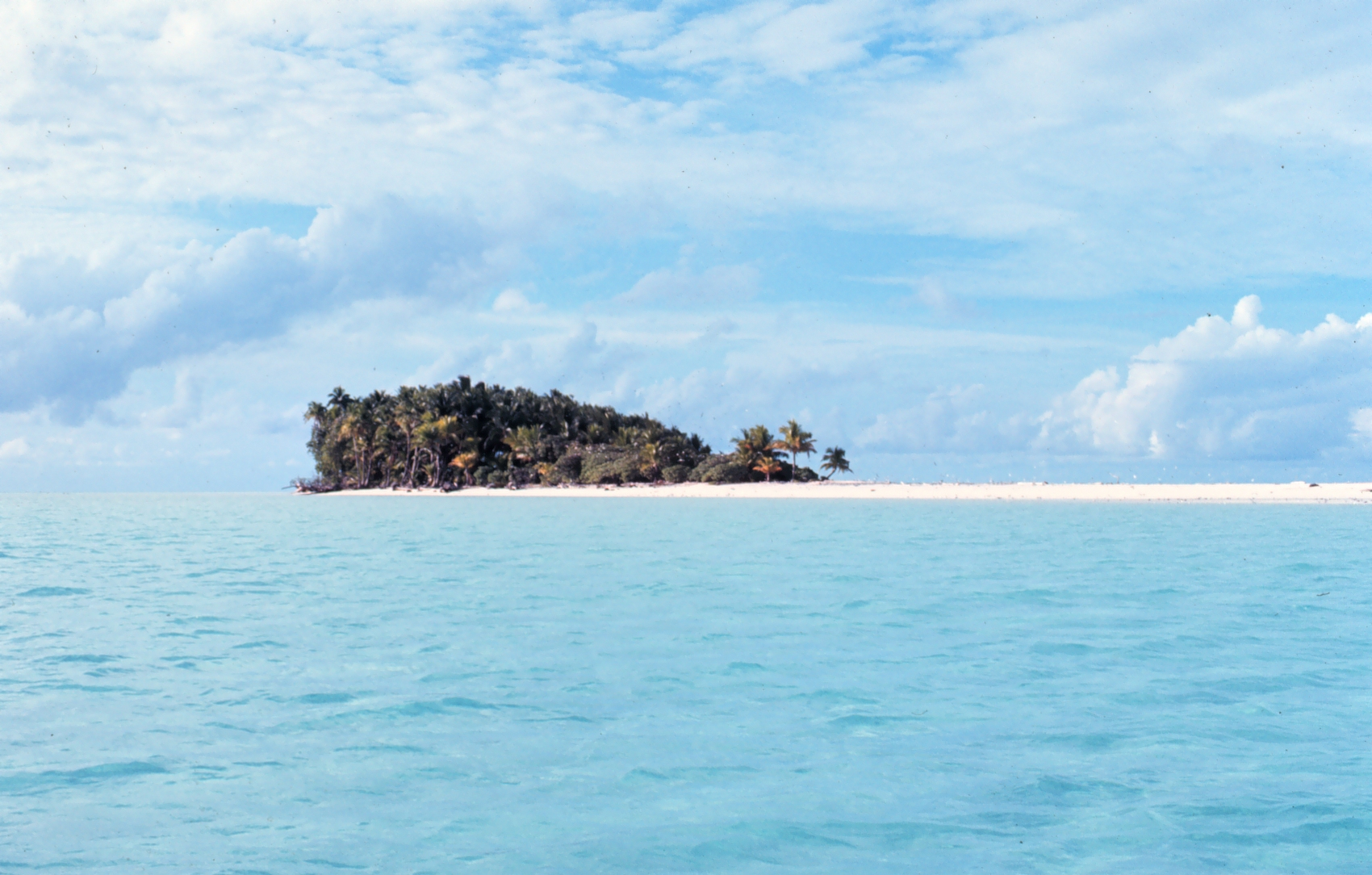
1971年拍攝到的帛琉海倫島，當時尚為一座無人島，如今常住人口不及5人。海倫島隸屬的哈托博海伊州人口向來極少，2012年進行的人口普查結果中更為全帛琉16州中最低。

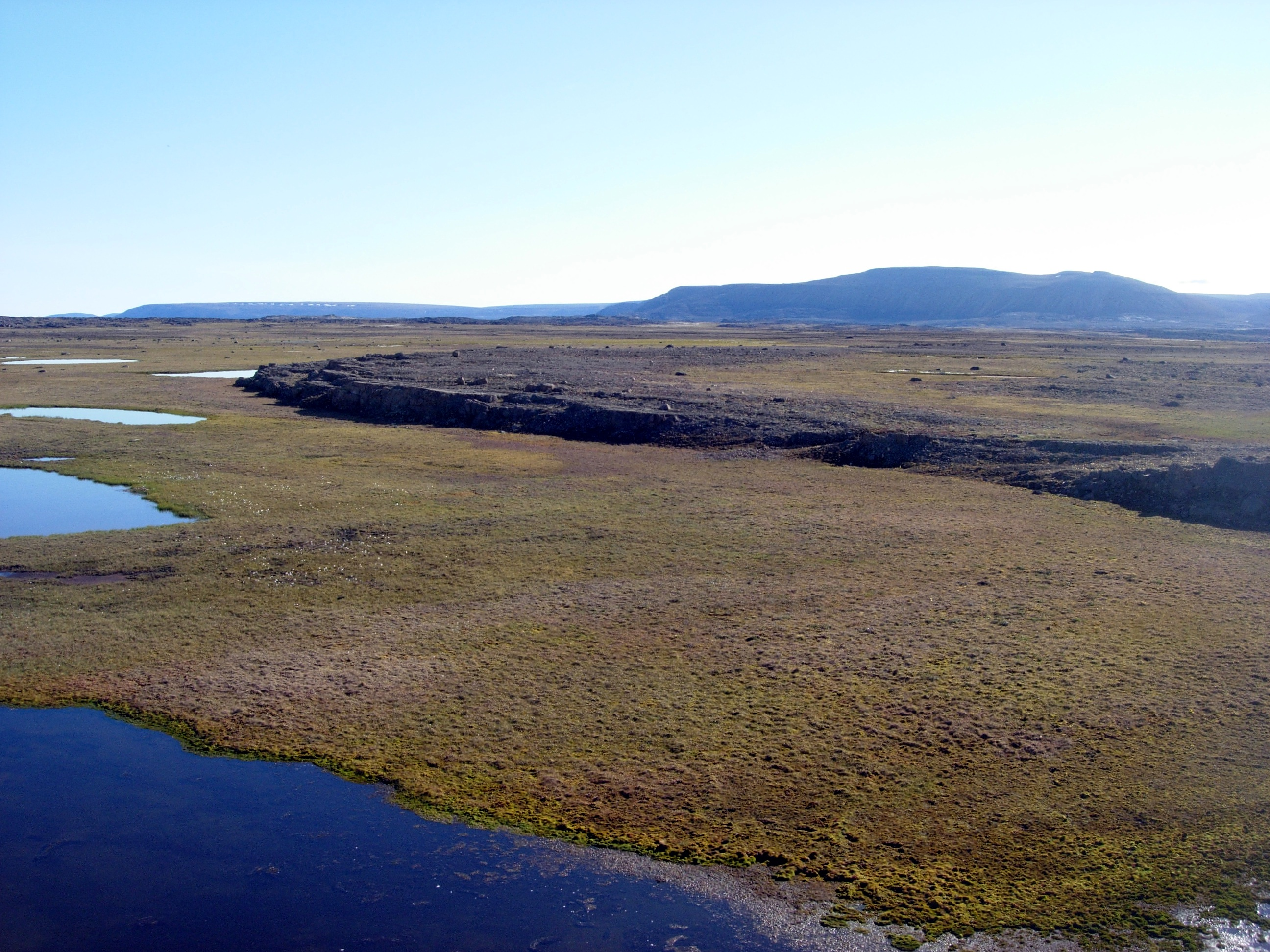
位於加拿大德文島東部的「真愛低地」（Truelove Lowlands）。德文島是現今面積最大的荒島，面積大約跟克羅埃西亞的面積一樣大。

無人島（又稱荒島、无居民岛；英文：desert island）是無人类居住或人口稀少的島。在全球各地，無人島比有人島的数量多很多。
除了地理上的概念，荒島也常用於文學、比喻和大眾想象，指一個人或一小群人陷於孤立無援，或是被家庭、社會遺棄，而與文明隔絕的困境，例如《魯賓遜漂流記》就是以流落荒島為題。荒島也因此成為野蠻與落後的代名詞。
成为无人岛的理由多种多样，包含气候、环境保护、政治、战争、自然灾害等多种因素，除此以外有些无人岛是属于部分人的私有财产。世界上最大的无人岛是德文岛
。

## 歷史上的被棄者
現實上，被棄者是被逼使其陷入極其落後的環境，或在數年內失去發言權。
- 1815年，拿破崙敗於英國和普魯士聯軍之手，被流放到聖赫勒拿島，1821年病死於島上。[3]

- 16世紀初， 西班牙人佩德羅·塞拉諾在一次海難中，飄流到位於加勒比海的一個小島，並在這裡居留七年後獲救（期間還有另一個人因另一宗海難而流落到這個島，成為他的難友，但在獲救後不久死去）。塞拉諾大難不死後，還得到西班牙君主卡洛斯一世的接見和賞賜。而他流落的荒島，就用他的名字命名為「塞拉納島」（Serrana Bank）[4]

## 文學與流行文化中的荒島
首批以荒島做主題的故事是伊本·圖菲利（Ibn Tufail，1105年─1185年）所撰的《Philosophus Autodidactus》和其後伊本·阿爾-納菲（Ibn al-Nafis，1213年─1288年）的《Theologus Autodidactus》。兩個故事都講述主角（分別是Hayy和Kamil）自行到荒島上生活，但是後者在荒島背景上延伸，講述Kamil與外面世界有聯繫。他遇上了來訪者，並把他帶回文明世界。《Philosophus autodidactus》的拉丁文譯本在1671年面世，由Edward Pococke翻譯。Simon Ockley所譯的英文版隨後在1708年出版。
丹尼爾·笛福1719年的《魯賓遜漂流記》是典型的荒島長篇小說。笛福常把時事寫進小說情節，漂流記的構想很可能取材自名為亚历山大·塞尔科克（Alexander Selkirk）的蘇格蘭水手。他在杳無人煙的胡安·費爾南德斯群島（Juan Fernández Islands）上生活了四年，其後在1709年獲救。其他著名的荒島主題長篇小說，有《海角一樂園》（The Swiss Family Robinson）、《珊瑚島》（The Coral Island）、《蒼蠅王》、《沙洲》（The Cay）和《海灘》（The Beach）。
紐西蘭人Tom Neale用了十六年時間，三度在庫克群島北部的Suwarrow島上獨居。這段經歷記載於其自傳《An Island To Myself》。
在荒島上無依無靠的題材已成為不少電影（如《浩劫重生》）、電視劇（如《迷》）和喜劇（如《蓋里甘的島》，Gilligan's Island）的藍本。這題材也是真人實境秀（如《生還者》）的驅動力。
在大眾觀念裏，荒島往往是地處僻遠，譬如位於廣闊無垠的太平洋、赤道附近的熱帶，或是無人居住，以至地圖上沒標明的位置。一些逃亡者和和有影響力的人可以在孤立無援、無依無靠的困境下自給自足，從而靠一己之力建立一個新社會。這個社會可以是一種空想社會主義，基於社會安逸的重新建立（見於《海角一樂園》和《蓋里甘的島》的幽默形式），或是人性與文明的反璞歸真（《蒼蠅王》和《海灘》的主題）。實際上，小珊瑚島通常沒有淡水資源（所以人類難以存活），但是有時人們可從井中找到淡水透鏡體。